# Kapila (awatara Wisznu)
Kapila (dewanagari स्वाहा, trl. kapila, ang. Kapila) – jeden z lila awatarów Wisznu.
Według Bhagawatapurany Kapila narodził się jako jedyny syn Kardamy muniego (dewanagari कर्दम, trl. kārdama) oraz jego żony Dewahuti (dewanagari देवहूति, trl. devahūti, ang. Devahuti) będąc inkarnacją Wsznu. Canto 3.21.10 wskazuje, iż Kapila będący awatarem Wisznu jest autorem sankhjajogi i nie należy go mylić z innym Kapilą twórcą własnego systemu filozofii zwanej sankhją.